# Serrano (stacja metra)
Serrano – stacja metra w Madrycie, na linii 4. Znajduje się w dzielnicy Salamanca, w Madrycie, i zlokalizowana jest pomiędzy stacjami Velázquez i Colón. Została otwarta 23 marca 1944.